# Estádio Davino Mattos
O Estádio Davino Mattos era um estádio de futebol com capacidade para 3.000 espectadores, localizado na cidade de Guarapari, no estado do Espírito Santo. É pertencente ao Guarapari Esporte Clube.